# Frederiksberg Kommune
Frederiksberg Kommune (Aussprache [⁠fʁeðʁegsˈb̥ɛɐ̯ˀ]) anhörenⓘ ist eine dänische Kommune im Großraum Kopenhagen auf der Insel Sjælland, westlich der Kopenhagener Innenstadt. Sie umfasst die Stadt Frederiksberg und ist Bestandteil der Hauptstadtregion Hovedstadsområdet. Als Enklave ist Frederiksberg vollständig von Kopenhagener Stadtgebiet umgeben. Zusammen mit den Kommunen Kopenhagen und Gentofte bildet die Frederiksberg Kommune die Hauptstadt Dänemarks (Hovedstaden) im engeren Sinne.
Frederiksberg ist eine von 29 Kommunen in der Verwaltungsregion Region Hovedstaden. Bis zum 1. Januar 2007 besaß sie den Status einer Amtskommune.
Auf einer Fläche von 8,70 km² leben 105.840 (Stand 1. Januar 2025) Einwohner. Damit ist Frederiksberg – nach Einwohnern – die fünftgrößte Stadt Dänemarks.
Die Kommune verfügt über ein Krankenhaus (Frederiksberg Hospital, Teil von Hovedstadens Sygehusfællesskab H:S) und eine Feuerwehr (Frederiksberg Brandvæsen).
In Frederiksberg liegt eine Produktionsstätte der 1775 gegründeten Porzellanmanufaktur Königlich Kopenhagen und eine Kontaktstelle des BGI zur Archivierung sequenzierter Genome.

## Stadtwappen
Das Stadtwappen zeigt drei Falken, dieses Motiv wurde auch zur Namensgebung einiger Gebäude benutzt.

## Geschichte

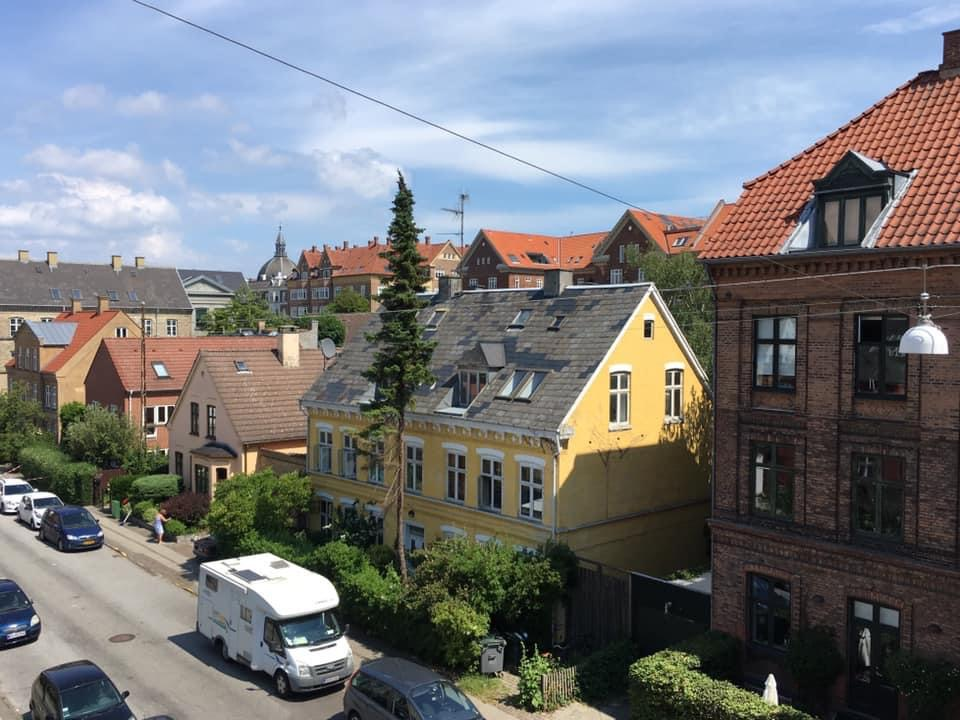
Typische innerstädtische Wohngegend in Frederiksberg (2018)

Ursprünglich lag Frederiksberg außerhalb der Stadtmauer Kopenhagens, westlich der Kopenhagener Seen. Durch die Eingemeindung einiger anderer Nachbargemeinden in die Stadt Kopenhagen bildet Frederiksberg seit 1901 eine Enklave.
Die Siedlung Frederiksberg geht auf König Friedrich III. zurück, der am 2. Juni 1651 zwanzig Bauern aus der südöstlich von Kopenhagen gelegenen Insel Amager die Erlaubnis erteilte, sich in Ny Hollænderby (Neue Holländerstadt) niederzulassen; Amager war von niederländischen Bauern urbar gemacht worden.
1700 bis 1703 ließ Friedrich IV. ein Lustschloss auf dem Valby Bakke (Valby-Hügel) errichten, Solbjerg genannt. Es war inspiriert von Reisen des Königs in Frankreich und Italien. Nach ihm erhielten das Schloss Frederiksberg und die Siedlung Ny Hollænderby unterhalb des Schlosshügels ihre Namen.
Die Stadt wuchs eher langsam, um 1800 gab es nur 1.200 Einwohner. Nach 1822, als die so genannte militärische Demarkationslinie um Kopenhagen verschoben und zuletzt aufgehoben worden war, begann das eigentliche Wachstum Frederiksbergs. 1857 wurde der Ort zu einer eigenständigen Gemeinde erhoben, 1860 folgte das Marktrecht, 1864 die Anbindung an die Eisenbahn.
1969 wurde mit dem Domus Vista das damals höchste Haus in Dänemark und höchste Wohnhaus Skandinaviens in Frederiksberg errichtet. Seit 1976 ist es das zweithöchste Hochhaus in Dänemark und seit der Eröffnung des Turning Torso das zweithöchste Wohngebäude Skandinaviens.

## Kirchspiele in der Kommune
Die Stadt Frederiksberg besteht aus folgenden Kirchspielen (dän.: Sogn):
| Nr. | Kirchspiel         | Einwohner | Karte |
| --- | ------------------ | --------- | ----- |
| 01  | Mariendals Sogn    | 14.881    |       |
| 02  | Godthaabs Sogn     | 11.720    |       |
| 03  | Sankt Lukas Sogn   | 6.999     |       |
| 04  | Sankt Thomas Sogn  | 10.001    |       |
| 05  | Flintholm Sogn     | 10.404    |       |
| 06  | Lindevang Sogn     | 14.213    |       |
| 07  | Solbjerg Sogn      | 9.357     |       |
| 08  | Sankt Markus Sogn  | 11.278    |       |
| 09  | Frederiksberg Sogn | 16.545    |       |

Frederiksberg Slotssogn war von 1982 bis 2013 von Frederiksberg Sogn ausgegliedert.

## Entwicklung der Einwohnerzahl
- 1769 – 001.030
- 1787 – 001.143
- 1801 – 001.172
- 1840 – 002.304
- 1850 – 002.874
- 1860 – 008.164
- 1870 – 016.878
- 1880 – 026.510
- 1890 – 046.954
- 1901 – 076.231
- 1911 – 097.237
- 1921 – 104.815
- 1930 – 106.251
- 1940 – 113.208
- 1950 – 118.993
- 1960 – 114.285
- 1970 – 101.874
- 1975 – 095.318
- 1980 – 088.287
- 1985 – 088.030
- 1990 – 085.611
- 1995 – 088.002
- 2000 – 090.327
- 2005 – 091.886
- 2010 – 096.718
- 2012 – 098.782
- 2025 – 105.840

Ab 1975 zum 1. Januar.

## Verkehr

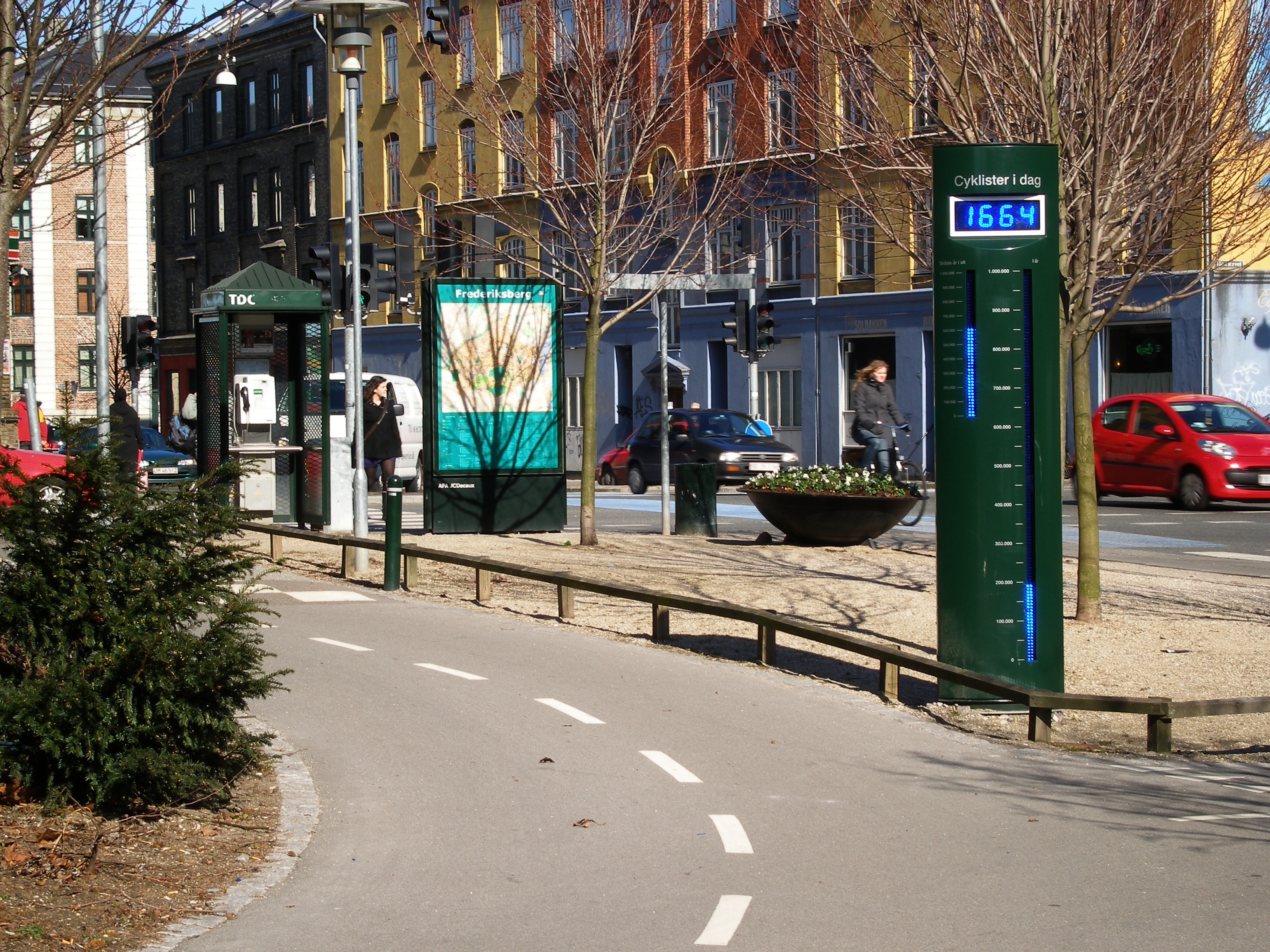
Fahrradweg als Teil des Grønne Sti

Frederiksberg ist an die Linien M1, M2 (Metro Kopenhagen) und M3 (Cityringen) an die Metro Kopenhagen angeschlossen. Zudem liegen mehrere Stationen des S-togs auf Frederiksberger Stadtgebiet. Wie der gesamte Großraum Kopenhagen verfügt auch Frederiksberg über ein ausgezeichnetes Fahrradwegesystem; davon zeugt u. a. der Grønne Sti.

## Söhne und Töchter der Stadt
- Johan Lorentz Mørch (1783–1834), Inspektor von Grönland
- Regine Olsen (1822–1904), Liebe von Sören Kierkegaard
- Asger Hamerik (1843–1923), Komponist und Dirigent
- Augusta Dohlmann (1847–1914), Malerin
- Peter Erasmus Lange-Müller (1850–1926), Komponist
- Conrad Poul Emil Brummerstedt (1857–1939), Inspektor von Grönland
- Elise Konstantin-Hansen (1858–1946), Malerin, Textilkünstlerin und Keramikerin
- Verner Dahlerup (1859–1938), Professor für nordische Sprachen
- Charles Winckler (1867–1932), Leichtathlet, Tauzieher, Olympiasieger
- Ejnar Hertzsprung (1873–1967), Astronom
- Eiler Theodor Lehn Schiøler (1874–1929), Bankier
- Elisabeth Drewes Kofoed (1877–1948), Porzellanmalerin
- Vigo Andersen (1884–1949), Fußballspieler
- Knud Jessen (1884–1971), Botaniker, Geologe, Hochschullehrer
- Niels Turin Nielsen (1887–1964), Turner
- Tyge William Mollerup (1888–1953), funktionalistischer Architekt
- Einar Utzon-Frank (1888–1955), Maler, Bildhauer und Professor
- Georg Albertsen (1889–1961), Turner
- Johannes Christensen (1889–1957), Marathonläufer und Ingenieur (ab 1914 Johannes Granholm)
- Ejgil Clemmensen (1890–1932), Ruderer
- Peter Schindler (1892–1967), römisch-katholischer Pfarrer und Schriftsteller
- Carl August Lorentzen (1896–1958), Einbrecher und Ausbrecherkönig
- Frands Faber (1897–1933), Hockeyspieler
- Niels Otto Møller (1897–1966), Segler, Silbermedaillen-Gewinner bei Olympia
- Viggo Dibbern (1900–1982), Turner
- Elna Hiort-Lorenzen (1902–1997), Krankenschwester, Gesundheitspflegerin für Familien, Pflegedirektorin und langjähriges Mitglied der Leitung des dänischen Rates der Krankenpflegerinnen
- Franz Blatt (1903–1979), mittellateinischer Philologe
- Arne Munch-Petersen (1904–1940), kommunistischer Politiker
- Pauli Jørgensen (1905–1993), Fußballspieler
- Preben Knuth (1906–1996), Maler
- Mogens Pihl (1907–1986), Physiker, Hochschullehrer
- Olaf Ussing (1907–1990), Schauspieler
- Bjarne Henning-Jensen (1908–1995), Schauspieler, Drehbuchautor und Regisseur
- Kjeld Gustav Knuth-Winterfeldt (1908–1992), Kammerherr und Diplomat
- Ebbe Rode (1910–1998), Schauspieler
- Claus Achton Friis (1917–1999), Architekt und Grafiker
- Erling Jensen (1919–2000), Politiker
- Jørn Jeppesen (1919–1964), Schauspieler
- Poul Møller (1919–1997), Jurist, Journalist und Politiker, Finanzminister
- Kirsten Jessen (1922–2000), Schauspielerin und Tänzerin
- Herbert Krenchel (1922–2014), Designer
- Jeanne Darville (1923–1995), Schauspielerin
- Leif Panduro (1923–1977), Zahnarzt und Schriftsteller
- Bent Fabricius-Bjerre (1924–2020), Pianist und Komponist
- John Hansen (1924–1990), Fußballspieler
- Kristian Jeppesen (1924–2014), Archäologe
- Jytte Enselmann (1925–2008), Schauspielerin
- Frank Jæger (1926–1977), Schriftsteller
- Jane Jeppesen (1927–2017), Theaterschauspielerin
- Holger Friis Johansen (1927–1996), Klassischer Philologe, Hochschullehrer
- Hannah Bjarnhof (1928–2002), Schauspielerin
- Peter Naur (1928–2016), Astronom und Informatiker
- Axel Strøbye (1928–2005), Schauspieler
- Torben Ulrich (1928–2023), Tennisspieler, Musiker und Autor
- John Hahn-Petersen (1930–2006), Schauspieler
- Jørgen Teytaud (1933–2020), Schauspieler
- Hanne Smyrner (1934–2016), Schauspielerin
- Preben Harris (* 1935), Schauspieler, Regisseur und Theaterintendant
- Søren Rode (1935–2023), Schauspieler
- Ole Feldbæk (1936–2015), Historiker und Hochschullehrer
- Malene Schwartz (* 1936), Schauspielerin
- Anders Bodelsen (1937–2021), Schriftsteller
- Bo Christensen (1937–2020), Filmproduzent
- Hans Rostrup (1937–2005), Schauspieler
- Claus Christian Ahnfeldt-Mollerup (1938–2009), Offizier
- Dorte Bennedsen (1938–2016), Politikerin
- Svend Carlsen (* 1938), Skilangläufer
- Inge Genefke (* 1938), Neurologin
- Jesper Neergaard (* 1939), Bildhauer
- Eva Helle Stangerup (1939–2015), Schriftstellerin
- Lone Dybkjær (1940–2020), Politikerin, Ministerin, Mitglied des Europäischen Parlaments
- Jesper Langberg (1940–2019), Schauspieler
- Per Lyngemark (1941–2010), Radrennfahrer
- Birte Weiss (* 1941), Journalistin und Politikerin, Ministerin
- Erik Holmey (* 1942), Schauspieler
- Per Stig Møller (* 1942), Politiker
- Helle Hertz (* 1943), Schauspielerin
- Henrik Nordbrandt (1945–2023), Schriftsteller und Dichter
- Claus Ryskjær (1945–2016), Schauspieler
- Klaus Ebbesen (* 1946), Prähistoriker und Politiker
- Leif Mortensen (* 1946), Radrennfahrer
- Per Røntved (1949–2023), Fußballspieler
- Per Kjeld Sørensen (* 1950), Tibetologe
- Janus Billeskov Jansen (* 1951), Filmeditor
- Lars-Erik Nielsen (* 1951), Unternehmer und Autorennfahrer
- Søren Spanning (1951–2020), Schauspieler
- Kurt Stendal (1951–2019), Fußballspieler und -trainer
- Stig Dalager (* 1952), Schriftsteller
- Louise Frevert (* 1953), Politikerin und ehemalige Pornodarstellerin
- Ivar Jakobsen (* 1954), Radrennfahrer
- Birgitte Raaberg (* 1954), Schauspielerin
- Lars Bock (* 1955), Handballspieler
- Henrik Agerbeck (* 1956), Fußballspieler
- Carsten Haurum (* 1956), Handballspieler
- Ivan Nielsen (* 1956), Fußballspieler
- Susanne Staun (* 1957), Autorin
- Jesper Worre (* 1959), Radrennfahrer
- Michael Jessen (* 1960), Ruderer
- Kent Nielsen (* 1961), Fußballspieler und -trainer
- Jan Bartram (* 1962), Fußballspieler
- Lars Kaalund (* 1964), Schauspieler, Regisseur und Drehbuchautor
- Michael Laudrup (* 1964), Fußballspieler und -trainer
- Cæcilie Norby (* 1964), (Jazz-)Sängerin
- Paprika Steen (* 1964), Schauspielerin und Filmregisseurin
- Monique Spartalis (* 1966), Sängerin
- Sofie Gråbøl (* 1968), Schauspielerin
- Katja Kean (* 1968), bürgerlich Sussi La Cour Jakobsen, Pornodarstellerin
- Timm Vladimir (* 1968), Schauspieler und Moderator
- Bo Hamburger (* 1970), Radrennfahrer
- Jason Watt (* 1970), Autorennfahrer
- Lars Weiss (* 1971), Politiker, Oberbürgermeister Kopenhagens
- Søren Colding (* 1972), Fußballspieler
- Camilla Ottesen (* 1972), Fernsehmoderatorin
- Dion Åkerstrøm (* 1973), Bahnradsportler und Trainer
- Remee (* 1974), Musikproduzent
- Julie Arnth Jørgensen (* 1976), Juristin
- Thomas Rasmussen (* 1977), Fußballspieler
- Rikke Lylloff (* 1978), Schauspielerin
- Mira Wanting (1978–2012), Schauspielerin
- Rasmus Seebach (* 1980), Musiker
- Christina Krogshede (* 1981), Handballspielerin
- Esben Holmboe Bang (* 1982), Küchenchef und Gastronom
- Jasper Spanning (* 1987), Kameramann und Fotograf
- Anna Stokholm (* 1988), Schauspielerin
- Christina Haurum (* 1989), Handballspielerin
- Thomas Delaney (* 1991), Fußballspieler
- Cecilie Uttrup Ludwig (* 1995), Radrennfahrerin
- Johannes Ingildsen (* 1997), Tennisspieler
- Andreas Madsen (* 1997), Poolbillardspieler
- Joel Eipe (* 1997), Badmintonspieler
- Johan Price-Pejtersen (* 1999), Radrennfahrer
- Andrea Hansen (* 2000), Handballspielerin
- Rigmor Ranthe (* 2003), Schauspielerin

## Städtepartnerschaften

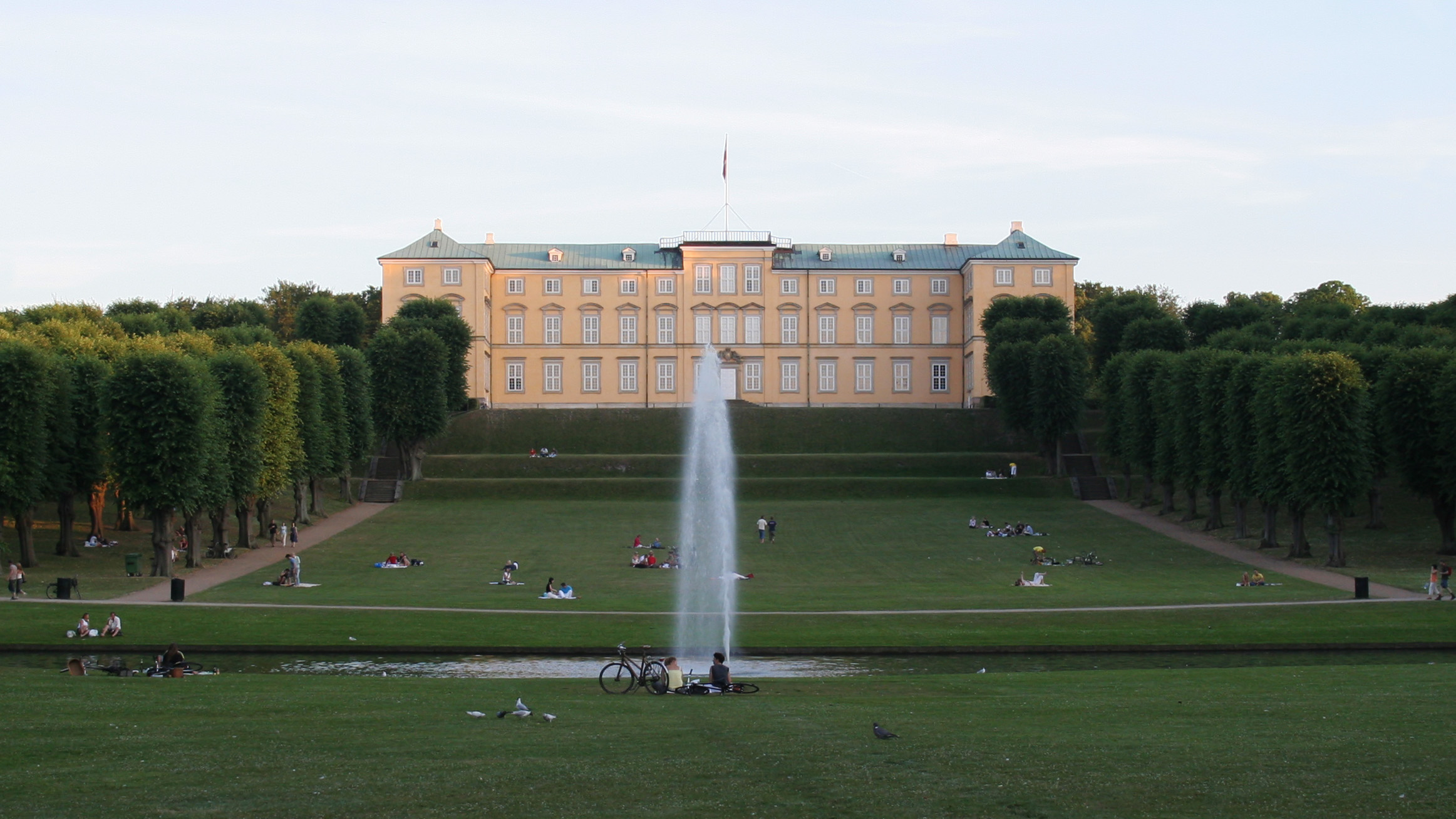
Schloss Frederiksberg (1699/1703)

- Uppsala in Schweden seit 1947[7]
- Qeqertarsuatsiaat in Grönland[8]
- Tórshavn auf den Färöern[8]
- Bærum in Norwegen[8]
- Hafnarfjörður auf Island[8]
- Åland in Finnland[8]
- Tartu in Estland[8]